# Stara Maryśka
Stara Maryśka – wieś w Polsce położona w województwie mazowieckim, w powiecie mławskim, w gminie Strzegowo.
| SIMC    | Nazwa        | Rodzaj    |
| ------- | ------------ | --------- |
| 0127060 | Nowa Maryśka | część wsi |

W latach 1975–1998 miejscowość administracyjnie należała do województwa ciechanowskiego.